# Taga (Shiga)
Pour les articles homonymes, voir Taga.
Taga (多賀町, Taga-chō) est un bourg du district d'Inukami, situé dans la préfecture de Shiga, au Japon.

## Géographie

### Situation
Taga est situé dans l'est de la préfecture de Shiga, à côté de la ville de Hikone.

### Démographie
Au 1er décembre 2014, la population de Taga s'élevait à 7 472 habitants répartis sur une superficie de 135,932 km2.

## Culture locale et patrimoine

### Patrimoine architectural
Le Taga-taisha, un sanctuaire shinto, se trouve à Taga.

## Transports
Taga est desservi par la ligne Taga de la compagnie Ohmi Railway.